# Hiliduho (plaats)
Hiliduho is een bestuurslaag in het regentschap Nias van de provincie Noord-Sumatra, Indonesië. Hiliduho telt 390 inwoners (volkstelling 2010).